# Marie Dubois
Pour les articles homonymes, voir Marie Dubois (homonymie) et Dubois.
Ne doit pas être confondu avec Marie Dubas.
Claudine Huzé, dite Marie Dubois, est une actrice française, née le 12 janvier 1937 dans le  15e arrondissement de Paris (Seine) et morte le 15 octobre 2014 à Lescar (Pyrénées-Atlantiques).
Elle est l'une des actrices emblématiques du cinéma français, alternant films d'auteurs et films populaires. Atteinte de  sclérose en plaques, elle n'apparaît plus que rarement au cinéma à partir de la fin des années 1970. Entre 2001 et sa mort en 2014, elle s'engage publiquement dans le combat contre cette maladie.

## Biographie

### Famille et formation
Claudine Lucie Pauline Huzé naît en 1937 au sein d'une famille bourgeoise. Suivant les cours d'art dramatique de la rue Blanche à Paris puis au Conservatoire national supérieur d'art dramatique (promotion 1958), elle apprend la comédie moderne et les œuvres classiques. Pendant ses études, elle joue déjà dans plusieurs pièces de théâtre de divers registres, y compris à la Comédie-Française.

### Carrière
Remarquée à la télévision dans La caméra explore le temps et Les Cinq Dernières Minutes, elle est engagée par François Truffaut pour le film Tirez sur le pianiste en 1960. Il lui trouve alors le pseudonyme « Marie Dubois », en hommage à une héroïne d'un roman de l'écrivain et poète Jacques Audiberti, publié en 1952. Au cours de ce tournage, les premiers symptômes de sclérose en plaques se déclarent, alors qu'elle n'a que 23 ans. Elle veut oublier cette première alerte pour tourner avec les réalisateurs de la Nouvelle Vague. Elle joue dans Une femme est une femme de Jean-Luc Godard, Jules et Jim de François Truffaut et La Ronde de Roger Vadim.
Elle devient aussi une actrice populaire dans des films de Georges Lautner, Henri Verneuil ou Édouard Molinaro. En 1964, elle est la fille de Jean Gabin dans L'Âge ingrat, aux côtés de Fernandel et de son fils Franck. En 1965, elle joue dans Les Grandes Gueules avec Bourvil et Lino Ventura.
En 1966, elle accède réellement à la notoriété grâce à son rôle de Juliette dans la comédie La Grande Vadrouille de Gérard Oury, dans laquelle sa blondeur et ses yeux bleus font chavirer le cœur de Bourvil. Le film, grand succès populaire, bat le record du nombre d'entrées en salle. Elle retrouve ensuite Jean-Paul Belmondo dans Le Voleur, sous la direction de Louis Malle, puis donne la réplique à Michel Simon dans l’un de ses derniers films, Ce sacré grand-père. En 1969, elle fait partie de la distribution internationale de Gonflés à bloc avec Tony Curtis, Jack Hawkins, Peter Cook, Bourvil et Terry-Thomas, où elle campe une féministe aux côtés de Mireille Darc.

### Consécration
En 1972, l'Académie nationale du cinéma lui donne le prix d'interprétation pour son rôle d'Alice dans Les Arpenteurs. Un autre succès populaire arrive ensuite, Vincent, François, Paul et les autres de Claude Sautet en 1974. Elle obtient la reconnaissance de ses pairs en 1978 lorsqu'elle reçoit le César de la meilleure actrice dans un second rôle pour sa prestation dans La Menace d'Alain Corneau, où elle incarne une femme jalouse.

### Dernières années et vie privée
Après le tournage, sa sclérose en plaques reprend, vingt ans après les premières alertes. Elle ralentit, dès lors, son activité cinématographique, n'apparaissant plus que dans des rôles de second plan aussi bien à la télévision qu'au cinéma. En 2001, elle s'engage publiquement dans la lutte contre la sclérose en plaques, en témoignant dans un film de campagne réalisé par Alain Corneau. 
Le 3 novembre 2007, elle perd son mari Serge Rousseau, agent et acteur de cinéma, avec qui elle était mariée depuis 1961, le père de sa fille Dominique.

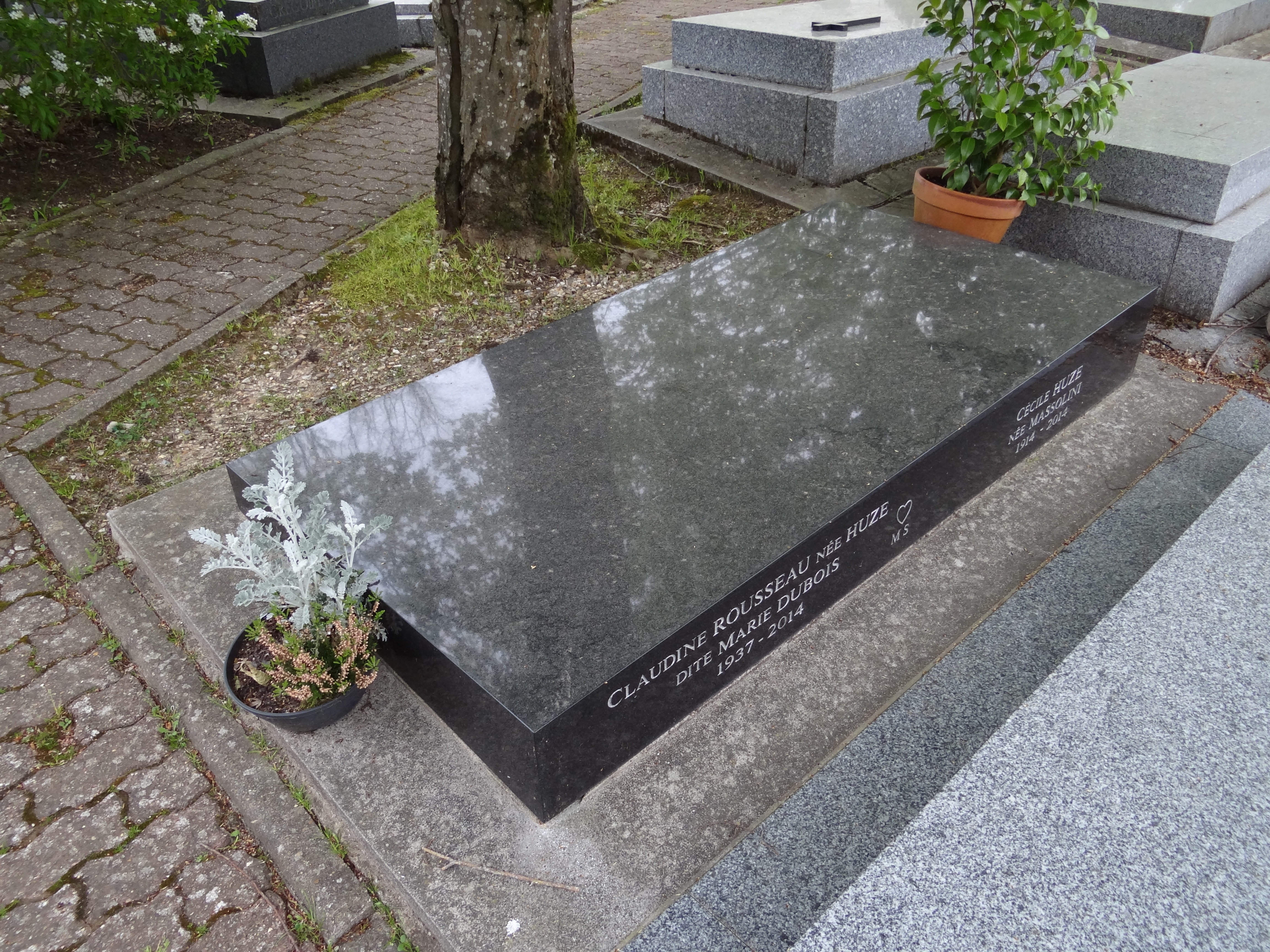
La tombe de Marie Dubois au cimetière de Ville-d'Avray (Hauts-de-Seine).

Elle meurt le 15 octobre 2014 dans une maison de retraite de Lescar, près de Pau. Elle est inhumée au cimetière de Ville-d'Avray.

## Filmographie

### Cinéma

#### Longs métrages
- 1959 : Le Signe du Lion d'Éric Rohmer : la femme du café
- 1960 : Tirez sur le pianiste de François Truffaut : Lena
- 1961 : Une femme est une femme de Jean-Luc Godard : une amie d'Angela
- 1961 : Le Monocle noir de Georges Lautner : Bénédicte de Villemaur
- 1962 : Jules et Jim de François Truffaut : Thérèse
- 1962 : L'Anglaise d'Artur Ramos
- 1962 : La Croix des vivants d'Ivan Govar : Gisèle
- 1963 : Jusqu'au bout du monde de François Villiers
- 1964 : Week-end à Zuydcoote d'Henri Verneuil : Hélène
- 1964 : La Chasse à l'homme d'Édouard Molinaro : Sophie
- 1964 : La Ronde de Roger Vadim : la fille
- 1964 : Mata Hari, agent H 21 de Jean-Louis Richard : la jeune fille
- 1964 : L'Âge ingrat de Gilles Grangier : Marie Malhouin
- 1965 : Les Grandes Gueules de Robert Enrico : Jackie
- 1965 : Les Fêtes galantes de René Clair : Divine
- 1966 : Le Dix-septième Ciel de Serge Korber : Marie
- 1966 : La Grande Vadrouille de Gérard Oury : Juliette
- 1966 : Le Voleur de Louis Malle : Geneviève
- 1967 : Ce sacré grand-père de Jacques Poitrenaud : Marie
- 1967 : Le Rouble à deux faces d'Étienne Périer
- 1968 : Le Cascadeur (Stuntman) de Marcello Baldi : Yvette
- 1969 : Gonflés à bloc (Monte Carlo or Bust!) de Ken Annakin : Pascale
- 1970 : La Maison des bories de Jacques Doniol-Valcroze
- 1971 : Bof... Anatomie d'un livreur de Claude Faraldo
- 1972 : Les Arpenteurs de Michel Soutter : Alice
- 1972 : L'Œuf de Jean Herman : Hortense Berthoullet
- 1973 : Antoine et Sébastien de Jean-Marie Périer : Corinne
- 1973 : Le Serpent d'Henri Verneuil : Mrs. Walter
- 1974 : Vincent, François, Paul... et les autres de Claude Sautet : Lucie
- 1974 : L'Escapade de Michel Soutter : Anne
- 1976 : L'Innocent (L'innocente) de Luchino Visconti : la princesse
- 1976 : Nuit d'or de Serge Moati : Véronique
- 1976 : Du bout des lèvres de Jean-Marie Degèsves : Madame Boirin
- 1976 : Les Mal Partis de Sébastien Japrisot : la mère supérieure
- 1977 : La Menace d'Alain Corneau : Dominique Montlaur
- 1979 : Je vous ferai aimer la vie de Serge Korber : Anielle
- 1979 : Je parle d'amour de Madeleine Hartmann-Clausset : Marie
- 1979 : Il y a longtemps que je t'aime de Jean-Charles Tacchella : Brigitte Dupuis
- 1980 : La Petite Sirène de Roger Andrieux : Bénédicte Pélissier
- 1980 : Mon oncle d'Amérique d'Alain Resnais : Thérèse Ragueneau
- 1982 : Une femme en fuite de Maurice Rabinowicz : Mona
- 1983 : Si j'avais mille ans de Monique Enckell
- 1983 : L'Ami de Vincent de Pierre Granier-Deferre : Marion
- 1983 : Garçon ! de Claude Sautet : Marie-Pierre
- 1984 : L'Intrus d'Irène Jouannet
- 1986 : Descente aux enfers de Francis Girod : Lucette
- 1986 : Grand Guignol de Jean Marbœuf : Germaine
- 1990 : Un jeu d'enfant de Pascal Kané : Noémie
- 1991 : La Dernière Saison de Pierre Beccu : Marthe
- 1991 : Les Enfants du vent (Dzieci wojny) de Krzysztof Rogulski : la femme du maire
- 1996 : Les Caprices d'un fleuve de Bernard Giraudeau : la vieille Duchesse
- 1996 : Confidences à un inconnu de Georges Bardawil : la mère
- 1997 : Rien ne va plus de Claude Chabrol : Dedette
- 1999 : À vot'service d'Eric Bartonio - segment Le Jour de grâce de Myriam Donasis

##### Distinctions
- 1972 : Académie nationale du cinéma : prix d'interprétation pour Les Arpenteurs
- 1978 : César de la meilleure actrice dans un second rôle pour La Menace

#### Courts métrages
- 1959 : Les Taupins de Jean Pignol
- 1965 : La Demoiselle de Saint-Florentin de Serge Korber
- 1965 : L'Arroseur arrosé de Pierre Tchernia
- 1992 : Cendre d'or de Jean-Philippe Écoffey
- 1993 : Elle est passée par ici... de Bernard Pavelek

### Télévision
- 1959 : La caméra explore le temps, épisode La Dernière Nuit de Kœnigsmark de Stellio Lorenzi
- 1959 : Les Cinq Dernières Minutes, épisode Poison d'eau douce de Claude Loursais : Mariette (sous le nom de Claudine Huzé)
- 1960 : Les Cinq Dernières Minutes, épisode Qui trop embrasse... de Claude Loursais : Sylvie
- 1961 : Les Jours Heureux d'Arnaud Desjardins
- 1963 : Premier Amour de Jean Prat : Zinaïda
- 1965 : Marie Curie - Une certaine jeune fille de Pierre Badel : Marie Curie
- 1965 : Le Legs de Jean-Paul Sassy : Hortense
- 1971 : Ma femme de Jean L'Hôte : Nathalie
- 1971 : L'Heure éblouissante de Jeannette Hubert : Mrs. Mary Sedley
- 1973 : Ma femme et l'enfant de Gérard Gozlan : la jeune femme
- 1973 : La Belle au bois dormant de Robert Maurice : la bonne reine Apolline
- 1975 : Un changement de saison de Jacques Krier : Nicole
- 1976 : Adios d'André Michel : Marie-Louise
- 1976 : François le Champi de Lazare Iglesis : Madeleine
- 1978 : Madame le juge : Autopsie d'un témoignage de Philippe Condroyer : Marie Robin
- 1978 : Kakemono Hôtel de Franck Apprederis : Lucienne Cagepain
- 1978 : Point commun d'Olivier Descamps : Germaine
- 1980 : Au théâtre ce soir : L'Amant complaisant de Graham Greene, mise en scène Jacques François, réalisation Pierre Sabbagh, Théâtre Marigny : Mary Rhodes
- 1981 : Les Héritiers : La Propriété de Serge Leroy : Nicole
- 1982 : Une faiblesse passagère de Colette Djidou : Sylvia
- 1982 : Emmenez-moi au théâtre : Patate de Marcel Achard, mise en scène Pierre Mondy, réalisation Yves-André Hubert : Édith Rollo
- 1983 : Un manteau de chinchilla de Dominique Othenin-Girard : Nicole
- 1983 : Bel Ami de Pierre Cardinal : Virginie Walter
- 1984 : Hello Einstein de Lazare Iglesis : Elsa
- 1986 : À titre posthume de Paul Vecchiali
- 1989 : Maria Vandamme de Jacques Ertaud : Céleste Rousset
- 1991 : Faux Frère de Vincent Martorana : Mme Toussaint
- 1992 : La Mémoire d'André Delacroix : Madeleine
- 1993 : Maigret, épisode Maigret et l'homme du banc d'Étienne Périer : Mme Thouret
- 2001 : Le Bon Fils d'Irène Jouannet : Mamie Michelle

## Théâtre
- 1962 : La Contessa ou la Volupté d'être de Maurice Druon, mise en scène Jean Le Poulain, Théâtre de Paris
- 1964 : Le Monstre Turquin de Carlo Gozzi, mise en scène André Barsacq, Théâtre de l'Atelier
- 1966 : Vacances pour Jessica de Carolyn Green, mise en scène Edmond Tamiz, Théâtre Antoine[5]
- 1967 : Bleus, blancs, rouges ou les libertins de Roger Planchon, mise en scène de l'auteur, Théâtre de la Cité Villeurbanne, festival d'Avignon
- 1980 : L'Homme, la bête et la vertu de Luigi Pirandello, mise en scène Henri Tisot, Théâtre Daunou
- 1982 : Patate de Marcel Achard, mise en scène Pierre Mondy, enregistrement pour le compte d'Antenne 2
- 1987 : Thomas More ou l'homme seul de Robert Bolt, mise en scène Jean-Luc Tardieu, Espace 44 Nantes

## Publication
- J'ai pas menti, j'ai pas tout dit (autobiographie, avec la collaboration de Claude Mendibil), Plon, Paris, 2002, 231 p.  (ISBN 2-259-19727-2)